# 胡昇猷
胡昇猷，顺天府大兴县人，清朝政治人物、进士出身。
顺治四年，登进士，擔任戶部廣西司主事，后官至左都御史。